# Byczy Rów
Byczy Rów – kanał wodny w północno-zachodniej Polsce, oddzielający wyspę Warnie Kępy od Gęsiej Kępy, łączy jezioro Wicko Wielkie ze Starą Świną. Znajduje się w woj. zachodniopomorskim, w gminie miejskiej Świnoujście.
Kanał znajduje się w całości w Wolińskim Parku Narodowego.

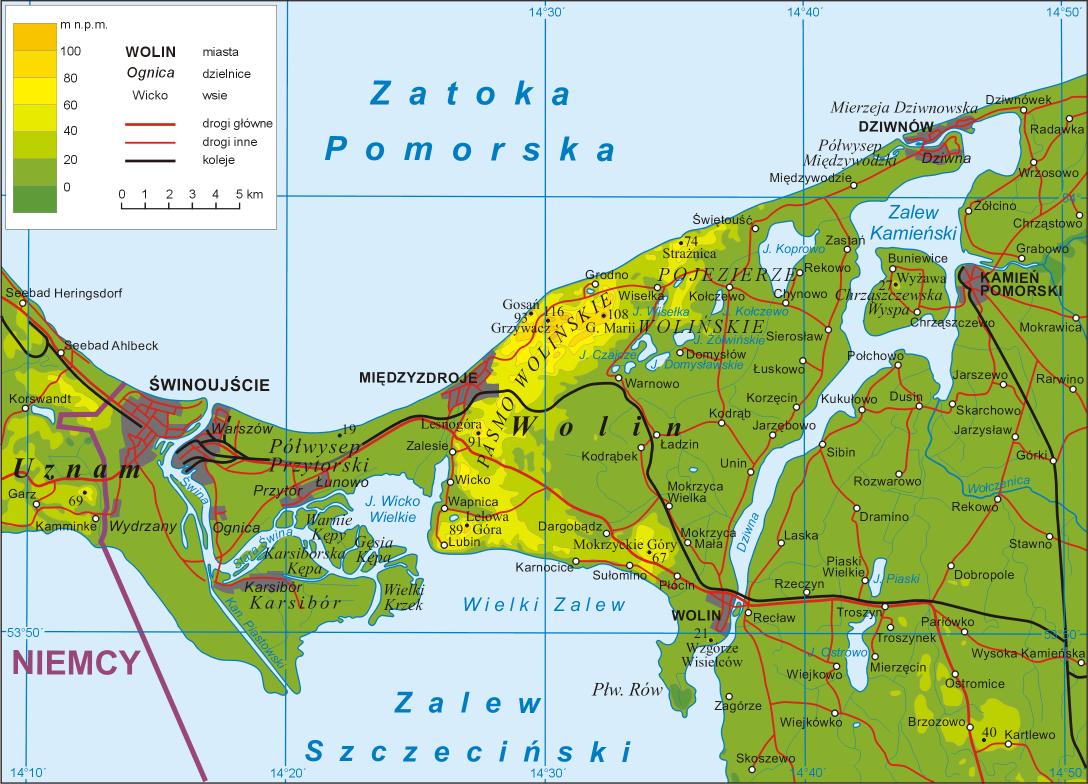
Mapa z przedstawionym Byczym Rowem

Nazwę Byczy Rów wprowadzono urzędowo w 1949 roku, zmieniając niemiecką nazwę Vier-Ochsen-Loch.